# Harjowinangun Barat
Harjowinangun Barat is een bestuurslaag in het regentschap Batang van de provincie Midden-Java, Indonesië. Harjowinangun Barat telt 1054 inwoners (volkstelling 2010).